# George Sherrill
Pour les articles homonymes, voir Sherrill.
George Friederich Sherrill, né le 19 avril 1977 à Memphis (Tennessee) aux États-Unis, est un joueur de baseball ayant évolué au poste de lanceur de relève (ou releveur) gaucher au sein de la Ligue majeure entre 2004 et 2012.
Sherrill a reçu une invitation au match des étoiles en 2008 en tant que représentant des Orioles de Baltimore.

## Biographie

### Mariners de Seattle
Diplômé de l'université d'État Austin Peay en 2000, George Sherrill commence sa carrière professionnelle dès 1999 en évoluant en Frontier League sous les couleurs des Otters d'Evansville. Il joue quatre saisons pour cette ligue indépendante avant d'être recruté par l'organisation des Mariners de Seattle en juillet 2003. Il termine la saison 2003 avec les Missions de San Antonio (AA) puis commence la saison 2004 en Triple-A avec les Rainiers de Tacoma. Sélectionné pour participer au match des étoiles du Triple-A, il n'y prend pas part car il est déjà appelé en Ligue majeure où il fait ses débuts le 16 juillet.
En 2006 et 2007, il est très utilisé en relève par les Mariners, effectuant 72 et 73 sorties respectivement. Il s'illustre particulièrement en 2007 avec une brillante moyenne de points mérités de 2,36 en 45 manches et deux tiers lancées, deux victoires, aucune défaite et trois sauvetages.

### Orioles de Baltimore
Le 8 février 2008, Sherrill est l'un des cinq joueurs, avec le voltigeur Adam Jones, les lanceurs droitiers Chris Tillman et Kameron Mickolio et le lanceur gaucher des ligues mineures Tony Butler, à être échangé aux Orioles de Baltimore pour le lanceur gaucher Érik Bédard.
Sherrill est nommé stoppeur dans la rotation des releveurs des Orioles durant l'entraînement de printemps 2008.
Auteur d'une belle saison 2008 où il est septième parmi les releveurs de la Ligue américaine avec 31 victoires protégées, il est sélectionné pour le match des étoiles 2008.
Il prolonge son contrat d'une saison chez les Orioles le 6 février 2009 contre 2,75 millions de dollars.

### Dodgers de Los Angeles
En 2009, il affiche une moyenne de points mérités de 2,40 après 41,1 manches lancées en 42 sorties pour les Orioles, et compte déjà 20 sauvetages. Mais juste avant la date limite des transactions le 30 juillet, Sherrill est échangé aux Dodgers de Los Angeles contre le joueur de troisième but Josh Bell et le lanceur Steve Johnson. Il complète l'année en maintenant une superbe moyenne de points mérités d'à peine 0,65 en 27 manches et deux tiers pour les Dodgers. Sa fiche en 2009 pour Baltimore et Los Angeles est donc d'une victoire, une défaite, 21 sauvetages, et une moyenne de seulement 1,70.
Comptant déjà sur Jonathan Broxton, les Dodgers n'utilisent par Sherrill comme stoppeur en 2010. Le gaucher effectue 65 sorties, totalisant 36 manches et un tiers au monticule, mais affiche une moyenne de points mérités élevée de 6,69.

### Braves d'Atlanta
Devenu agent libre, il signe le 10 décembre 2010 un contrat d'un an avec les Braves d'Atlanta. Il maintient une moyenne de 3,00 avec trois gains et un revers en 51 matchs en 2011.

### Retour à Seattle
Le 30 décembre 2011, Sherrill signe un contrat d'un an avec sa première équipe, les Mariners de Seattle. Il ne joue que deux parties avec Seattle durant la saison 2012 car il subit une opération de type Tommy John au coude gauche.

## Statistiques
| Saison | Équipe     | G   | GS | CG | SHO | V  | D  | SV | IP    | SO  | ERA  |
| ------ | ---------- | --- | -- | -- | --- | -- | -- | -- | ----- | --- | ---- |
| 2004   | Seattle    | 21  | 0  | 0  | 0   | 2  | 1  | 0  | 23.2  | 16  | 3,80 |
| 2005   | Seattle    | 29  | 0  | 0  | 0   | 4  | 3  | 0  | 19.0  | 24  | 5,21 |
| 2006   | Seattle    | 72  | 0  | 0  | 0   | 2  | 4  | 1  | 40.0  | 42  | 4,28 |
| 2007   | Seattle    | 73  | 0  | 0  | 0   | 2  | 0  | 3  | 45.2  | 56  | 2,36 |
| 2008   | Baltimore  | 57  | 0  | 0  | 0   | 3  | 5  | 31 | 53.1  | 58  | 4,72 |
| 2009   | Baltimore  | 42  | 0  | 0  | 0   | 0  | 1  | 20 | 41.1  | 39  | 2,40 |
| 2009   | LA Dodgers | 30  | 0  | 0  | 0   | 1  | 0  | 1  | 27.2  | 22  | 0,65 |
| 2010   | LA Dodgers | 65  | 0  | 0  | 0   | 2  | 2  | 0  | 36.1  | 25  | 6,69 |
| Totaux | Totaux     | 389 | 0  | 0  | 0   | 16 | 16 | 56 | 287.0 | 282 | 3,76 |

| Saison | Équipe     | G | GS | CG | SHO | V | D | SV | IP  | SO | ERA  |
| ------ | ---------- | - | -- | -- | --- | - | - | -- | --- | -- | ---- |
| 2009   | LA Dodgers | 6 | 0  | 0  | 0   | 1 | 0 | 0  | 4.1 | 2  | 8,31 |
| Totaux | Totaux     | 6 | 0  | 0  | 0   | 1 | 0 | 0  | 4.1 | 2  | 8,31 |

Note : G = Matches joués ; GS = Matches comme lanceur partant ; CG = Matches complets ; SHO = Blanchissages ; 
V = Victoires ; D = Défaites ; SV = Sauvetages ; IP = Manches lancées ; SO = Retraits sur des prises ; ERA = Moyenne de points mérités.